# Сиротинин, Василий Николаевич
Василий Николаевич Сироти́нин (1855/1856—1934) — русский врач-терапевт, один из основоположников кардиологии в России. Тайный советник.

## Биография
Родился 25 декабря 1855 (6 января 1856) года в Москве, в семье купца 2-й гильдии Николая Алексеевича Сиротинина и его жены Юлии Федоровны (урожденной Хейн, из обрусевшей немецкой семьи) — был четвёртым ребёнком.
Окончив 5-ю Московскую гимназию, в 1873 поступил на медицинский факультет Московского университета. В 1877 году с третьего курса перешёл в Санкт-Петербургскую медико-хирургическую академию (в 1881 года она стала называться Императорская Военно-медицинская академия), где стал учиться у профессора С. П. Боткина. В 1880 году окончил учёбу со званием лекаря. Был оставлен для усовершенствования, работал ординатором в клинике профессора С. П. Боткина. В 1884 году защитил докторскую диссертацию под названием: «К вопросу о влиянии солей калия на сердце и кровеобращение». В том же году был отправлен за границу, где посетил клиники профессора Лейбена, Нотнагеля, Шарко, Людвига, Альтмана, Флюгге и др.
В 1887 году Сиротинина назначили приват-доцентом по внутренним болезням, в 1889 году — старшим ординатором Городской барачной больницы, а в 1890 — главным врачом Городской больницы св. Марии Магдалины. С 1891 года Сиротинин главный врач больницы общины Св. Георгия; при нём там был открыт институт гидротерапии, электричества, массажа, была расширена деятельность амбулатории, открыта научная лаборатория. В 1894 году он был избран профессором Военно-медицинской академии по кафедре частной патологии и терапии. С 1889 года редактировал «Больничную газету Боткина».
В декабре 1902 года был произведён в действительные статские советники, в 1913 году — в чин тайного советника.
С 1904 года был директором госпитальной клиники внутренних болезней академии. Также был заведующим 1-го терапевтического отделения Клинического военного госпиталя и членом Медицинского совета при Министерстве внутренних дел (в 1915—1917 гг. был председателем совета). С 1910 года — почётный лейб-медик.
Был членом Главного управления Российского общества Красного Креста (РОКК).
Был награждён орденами: Св. Анны 2-й степени (1899), Св. Владимира 3-й (1907) и 4-й (1904) степеней, Св. Станислава 2-й (1896) и 1-й (1910) степеней.
Октябрьскую революцию Сиротинин не принял и в 1918 году, после начала Гражданской войны, примкнул к Белому движению. Был председателем Медицинского совета при главнокомандующем Вооружёнными силами Юга России А. И. Деникине.
В феврале 1920 года вместе с семьёй был эвакуирован из Новороссийска и эмигрировал в Югославию. Работал консультантом Белградского госпиталя, одновременно являлся лейб-медиком короля Петра I Карагеоргиевича. В 1921—1922 гг. — председатель Российско-сербского медицинского общества. Также был руководителем Белградского отделения РОКК.
В 1922 году переехал во Францию. Работал в хирургическом отделении больницы в Вильжюиф, близ французской столицы, занимался общественной деятельностью. Вскоре он стал одним из ведущих деятелей Русской академической группы в Париже. С 1923 года он почётный член, товарищ председателя Общества русских врачей имени И. И. Мечникова. С 1924 года являлся редактором журнала «Медицинское обозрение». За научные заслуги в 1928 году был награждён правительством Франции орденом Почётного легиона. В 1933 году в честь 50-летия научной деятельности Сиротинина король Югославии Александр I вручил ему Орден Святого Саввы I степени со звездой, при королевском рескрипте.
Умер от инфаркта 12 января 1934 года в Нёйи-сюр-Сен, близ Парижа. Был похоронен на кладбище Сент-Женевьев-де-Буа.

## Научная деятельность
Научные труды Сиротинина главным образом посвящены физиологии и патологии сердца и сосудов. Он являлся последовательным сторонником функционального подхода к клиническим проблемам, который развивал С. П. Боткин. Совместно со своим сотрудником Н. Г. Куковеровым описал симптом появления или усиления систолического шума над аортой в результате её поражения при таких заболеваниях, как атеросклероз и сифилис (симптом Сиротинина — Куковерова). В своих экспериментальных и клинических работах учёный широко применял бактериологические, химические и физиологические методы.
В начале XX века Сиротинин являлся одним из лидеров клиники внутренних болезней в России. В 1909 году был избран председателем 1-го съезда российских терапевтов в Москве. С 1888 по 1912 г. издавал лекции С. П. Боткина, посвящённые брюшному тифу, хлорозу, различным воспалениям почек, острому сочленовному ревматизму, аневризмам восходящей аорты, подвижности почек, селезёнки и др. патологиям.

### Избранные публикации
- Случай аневризмы аорты // Еженедельник клинической газеты. — 1883. — № 15, 16.
- Лекции. — СПб., 1913. — Вып. 1: Болезни сердца.

## Память
- Кафедра и клиника госпитальной терапии имени профессора В. Н. Сиротинина Военно-медицинской академии имени С. М. Кирова